# Дуравино (Кирилловский район)
Дуравино — деревня в Кирилловском районе Вологодской области.
Входит в состав Николоторжского сельского поселения, с точки зрения административно-территориального деления — в Николо-Торжский сельсовет.
Расстояние по автодороге до районного центра Кириллова — 30 км, до центра муниципального образования Никольского Торжка — 5 км. Ближайшие населённые пункты — Кочевино, Соболево, Савинское, Устье-Ситское.
По переписи 2002 года население — 10 человек.